# Vilar de Nantes
Vilar de Nantes é uma povoação portuguesa sede da Freguesia de Vilar de Nantes do Município de Chaves, freguesia com 7,28 km² de área e 1898 habitantes (censo de 2021), tendo, por isso, uma densidade populacional de 260,7 hab./km².

## Povoações
A freguesia é composta pelas povoações de Cascalho, Fonte Carriça, Lombo, Nantes, Santa Ovaia, Seixal, Sobreira, Vale de Zirma e Vilar de Nantes e tem São Salvador como orago.

## Toponímia
De acordo com o linguista português, José Pedro Machado, a origem do topónimo desta localidade provém do latim tardio Villa Nantis, que significa «quinta ou herdade de Nanto», pelo que «Nanto» seria o nome de um antigo povoador ou senhor daquelas terras.

## Demografia
A população registada nos censos foi:
| Distribuição da População por Grupos Etários | Distribuição da População por Grupos Etários | Distribuição da População por Grupos Etários | Distribuição da População por Grupos Etários | Distribuição da População por Grupos Etários |
| -------------------------------------------- | -------------------------------------------- | -------------------------------------------- | -------------------------------------------- | -------------------------------------------- |
| Ano                                          | 0-14 Anos                                    | 15-24 Anos                                   | 25-64 Anos                                   | > 65 Anos                                    |
| 2001                                         | 337                                          | 316                                          | 1079                                         | 385                                          |
| 2011                                         | 263                                          | 235                                          | 1124                                         | 462                                          |
| 2021                                         | 185                                          | 186                                          | 940                                          | 587                                          |

## Economia
Tradicionalmente, as atividades económicas desenvolvidas pelas gentes da terra contavam com:
- A agricultura, essencialmente para consumo próprio, com a criação de pequenos excedentes para trocas, por vezes diretas, nas feiras locais
- A pecuária, com especial relevância para a criação do porco e do borrego (cordeiro é o termo usado na terra para este animal), sem esquecer os pequenos animais de capoeira, como a galinha, o pato e o coelho
- A cestaria de madeira de Castanho, com a criação de cestos utilitários para o dia-a-dia, trocados muitas vezes nas feiras
- A cerâmica de barro preto, talvez o produto artesanal mais típico da terra, produzindo várias peças de uso corrente nas casas da região, como o pote, a caneca, a malga, o cântaro, os talhotes, etc.

Mais tarde, e aproveitando a abundância e qualidade das argilas do Vale de Chaves e da madeira da região, especialmente da serra do Brunheiro, a nascente de Vilar, desenvolveu-se uma indústria de cerâmica na região, para a produção de materiais de construção, nomeadamente telhas e tijolos.
Hoje em dia, as atividades económicas tradicionais perderam a sua importância, persistindo apenas para consumo próprio ou como expressão cultural e turística, especialmente a loiça de barro preto, e os serviços adquiriram maior importância, essencialmente desenvolvidos na cidade de Chaves. A indústria cerâmica ainda existe, embora em menor expressão.

## Património Arquitetónico
- Capela do Senhor da Esperança;
- Igreja Matriz;
- Capela do Divino Espírito Santo;
- Casa dos pais e avós de Camões;
- Ruínas do convento franciscano;
- Capela de Santa Ana;
- Escola primária José Gomes com uma torre sineira.

"Em 1880 a junta Paroquial de Vilar de Nantes faz uma representação a sua majestade o rei D. Carlos I".

## Artesanato Local
O artesanato produzido na região conta essencialmente com dois produtos típicos, usados tradicionalmente como utilitários no dia-a-dia e hoje convertido em produtos de índole turística:
- Os cestos de madeira de Castanho bravo, produzidos a partir de castanho previamente humedecido em tanques, para ganhar maleabilidade e facilidade de manipulação
- As peças de barro preto semelhantes na cozedura às produzidas em Bisalhães, sendo as vila-realenses consideradas Património Cultural Imaterial da UNESCO. O barro é retirado das terras do vale de Chaves, nomeadamente da zona designada por lameiros do aeroclube e dos Barreiros das Cerâmicas, amassado e homogeneizado, tradicionalmente por processos manuais, usando como utensílio uma barra de ferro (foice), e trabalhado pelo artífice (artesão conhecido por pucareiro de Vilar) numa roda giratória até obter a peça pretendida. Esta, em seguida, é seca ao ar e cozida em fornos de lenha fechados, a uma temperatura que  atinge os 1000 graus Celsius, o que, juntando ao facto de ser abafado produz uma atmosfera redutora provocando a inversão da sílica, o que lhe dá a cor negra ou cinzenta de acordo com a redução provocada, contrariando assim os pensamentos antigos de que a giestas típicas da região como parte do combustível, dá às peças a sua característica cor preta.

## Festas e Romarias
- Festa do Divino Espírito Santo, que se realiza sete semanas depois da Páscoa
- Senhora da Esperança, que se realiza em agosto
- Festa de Santa Ana, que se realiza a 29, 30 e 31 de julho
- Festa do São João no Largo do Tanque e também São Martinho